# Criminalistique
 (septembre 2012).
Ne doit pas être confondu avec criminologie.
La criminalistique est l'ensemble des techniques mises en œuvre par la justice, la police et la gendarmerie pour établir la preuve d'un délit ou d'un crime et en identifier l'auteur.
La criminalistique consiste en l'étude des traces laissées par une activité criminelle ou litigieuse en ayant recours principalement aux sciences de la nature. Les applications de la criminalistique se réalisent non seulement dans l'administration de la preuve devant les tribunaux, mais, de plus en plus, dans les domaines du renseignement et de la prévention.
La criminalistique s'intègre à la criminologie : elle en constitue une science jumelle bien distincte, complémentaire à l'étude doctrinale et appliquée au phénomène appelé « crime » au sens large du terme, c'est-à-dire toute agression dirigée contre les valeurs morales ou sociales légalement définies ou pénalement protégées.
La notion de preuve est donc intimement liée à la criminalistique.

## Identification et preuve
La sanction de l'auteur d'un crime ou d'un délit nécessite son identification et l'établissement d'un faisceau d'indices graves et concordants qui constituent les preuves de sa culpabilité. Il faut cependant garder à l'esprit que toute personne suspecte ou poursuivie est présumée innocente tant que sa culpabilité n'a pas été définitivement établie par une condamnation au terme d’une procédure où les droits de la défense ont été garantis à toutes les étapes.
L'autorité judiciaire dispose de divers moyens de preuve :
- la preuve testimoniale (par témoins) ;
- la preuve littérale (preuve par écrit résultant d'une suite de lettres, de caractères, de chiffres ou de tous autres signes dotés d'une signification intelligible, quels que soient leur support et leurs modalités de transmission) ;
- la preuve circonstancielle (contexte des faits permettant d'inférer l'existence ou la modalité de ces derniers) ;
- la preuve indiciale (appelée aussi preuve expertale, reposant sur des indices).

Dans un contexte général, il est utile de rappeler qu'aux moyens de preuve, deux conceptions s'opposent : celle de la preuve légale et celle de la preuve libre.
Le code civil fixe et hiérarchise les modes de preuve admissibles puisqu'il distingue les modes de preuve parfaits (l'écrit, l'aveu et le serment décisoire) et les modes de preuve imparfaits (le témoignage, les présomptions et le serment supplétoire). À ce système traditionnel fondé sur des modes de preuve préconstitués s'oppose le système de liberté de la preuve qui laisse aux parties le choix de la preuve sans aucune hiérarchie et qui favorise, à l'évidence, la recherche de la vérité.
La Police et la Justice cherchent donc à établir la vérité par tout moyen de preuve. Ce problème de l'administration de la preuve a dominé, de tous temps, les législations. C'est à partir de la preuve scientifique que la Justice pourra se déterminer sur la culpabilité d'un mis en examen. La conviction qui emportera la décision doit alors être la démarche critique d'un examen total des faits. L'imprécision, la fragilité et la relativité du témoignage humain, démontrées amplement dans les annales judiciaires, ont conduit progressivement la Justice à adopter des témoignages plus objectifs tels que les preuves indiciales qui, comme disait Locard, faisant allusion aux indices « s'ils ne disent pas toute la vérité, ne disent que la vérité ».
L'identification des indices matériels des faits est l'objet de la criminalistique définie comme l'art et la science de découvrir, d'analyser et d'identifier ces indices. Elle démontre, elle établit la vérité d'une chose ou d'un fait, elle doit être convaincante, évidente, formelle. C'est à travers cette démonstration que la Justice procèdera à l'identification de l'auteur d'un délit ou d'un crime.
Pour un esprit moderne, la recherche de la preuve indiciale ne saurait se dispenser de la science, d'autant plus que la criminalistique, qui couvre différents domaines, rassemble la police technique, la police scientifique, la médecine légale, telles que présentées ci-dessous.

## Métiers

### Police technique
Elle est chargée de fixer l'état des lieux où se sont produits les crimes et les délits, de rechercher et de recueillir d'éventuelles traces ou indices, d'exploiter les éléments découverts par des méthodes comparatives et enfin d'identifier les personnes impliquées dans les faits.

### Police scientifique
Sans être exclue des domaines précédents, sa mission est plus particulièrement destinée à l'étude effective sur la scène de crime et en laboratoire des traces et des indices matériels. Son domaine d'activité est la criminalistique. Cette discipline applique les progrès les plus récents des sciences pour identifier un malfaiteur, innocenter un suspect ou éclairer la Justice dans la reconstitution du fait criminel.

### Médecine légaleet les techniques associées
Elle examine les dommages physiques du corps humain. Ce secteur ne se confond pas en France avec la police technique et scientifique, mais ils demeurent proches et souvent imbriqués. Par techniques associées, on entend : l'histologie, la radiologie, la bactériologie, etc.
La criminalistique peut être définie comme une activité en profonde mutation qui demande des compétences pluridisciplinaires faisant appel aux :
- sciences fondamentales : mathématiques, physique, chimie, biologie, bactériologie… ;
- sciences naturelles : anthropologie, zoologie, botanique, géologie, minéralogie, entomologie… ;
- sciences appliquées : électronique, informatique, méthodes analytiques, médecine légale, dommage corporel et traumatologie séquellaire… ;
- sciences humaines : psychologie, psychiatrie, sociologie, criminologie, victimologie… ;
- technologies diverses : télécommunications, armements, thermographie, infra-rouge, laser…

dont la diversité des champs d'application concerne le phénomène criminel. Bien que participant d'un ensemble hétéroclite, elles sont maintenant dénommées « sciences criminelles ».
La criminalistique n'a rien d'un domaine figé. Elle se doit d'être à la hauteur des technologies en constante évolution. Électronique, informatique, transmission à distance des données et des images, microscopie de pointe, biologie moléculaire ou rayons lasers font désormais partie du quotidien des experts.
On a longtemps pensé que ces services spécialisés s'intéressaient surtout aux homicides et aux crimes de sang. On s'aperçoit pourtant qu'ils interviennent dans les enquêtes les plus diverses, que celles-ci aient trait au terrorisme, au trafic de stupéfiants, aux agressions sexuelles, à la délinquance économique et financière, au banditisme, aux faux documents et aux faux moyens de paiement, aux œuvres d'art et aux fraudes diverses.

## Recherche et formation
En Algérie, l'Institut national de criminalistique et de criminologie (INCC), créé en 2004, est intégré à la Gendarmerie nationale algérienne. L'INCC est accrédité par l'organisation pour l'interdiction des armes chimiques depuis 2024,.
En Belgique, l'Institut national de criminalistique et de criminologie est chargé des recherches médico-légales et de la gestion de la base de données ADN nationale.
En France, l’université de Cergy-Pontoise devait délivrer, à partir de 2020, avant sa dissolution, un diplôme universitaire en criminalistique conçu en partenariat avec le Pôle judiciaire de la gendarmerie nationale (PJGN).
En Suisse, l'université de Lausanne, contient en son sein l'école science criminelle fondée en 1909 par Rodolphe Archibald Reiss, délivrant les trois diplômes universitaires. Elle collabore également avec les autorités et y mène des projets de recherches aussi bien en criminalistique qu'en criminologie.